# AGE Platform Europe
AGE Platform Europe – sieć europejskich organizacji non-profit, które zrzeszają osoby starsze oraz działają na ich rzecz. Platforma jest wyrazicielem interesów i propagatorem praw osób starszych w krajach Unii Europejskiej. Jako forum wymiany doświadczeń i najlepszych praktyk dotyczących życia ludzi starszych w Unii Europejskiej działa na rzecz podnoszenia świadomości społecznej w kwestiach starzenia się i starości.

## Historia
W 2000 roku trzy organizacje, Eurolink Age z Wielkiej Brytanii, EPSO z Holandii i FIAPA z Francji podjęły dyskusję na temat sposobów poprawy i wzmocnienia współpracy między organizacjami osób starszych na poziomie Unii Europejskiej. Jako efekt dyskusji podjęto decyzję o stworzeniu platformy współpracy. AGE Platform Europe została utworzona w styczniu 2001 roku. W ciągu kilku miesięcy ustanowiono statut organizacji zgodny z belgijskim prawem i ustanowiono siedzibę AGE Platform Europe w stolicy Belgii Brukseli.

## Organizacja
W ciągu dwudziestu lat liczba organizacji uczestniczących w sieci współpracy wzrosła z trzech w roku 2001 do 101 w roku 2024. Status członkowski z Polski posiadają organizacje: Alzheimer Polska, BONUM VITAE i Fundacja Zaczyn (ang. Leaven Foundation).
Organizacją zarządza Zgromadzenie Ogólne (członków) oraz Komitet Wykonawczy, na czele którego, od 2023, stoi dr Heidrun Mollenkopf. 
Sekretarzem Generalnym jest Maciej Kucharczyk.

## Cele i formy działalności
Wśród kluczowych zagadnień działalności AGE Platform, wspólnie ze swoimi członkami i ekspertami znajdują się m.in.:
- Równość płci w starszym wieku
- Prawa osób starszych
- Prawa człowieka i niedyskryminacja
- Zatrudnienie i aktywne uczestnictwo
- Prawa konsumenta
- Zdrowe starzenie się
- Jakość opieki długoterminowej i walka z nadużyciami wobec osób starszych

AGE Platform Europe swoje cele strategiczne realizuje poprzez bieżące projekty i kampanie, a także dzięki współpracy ponadnarodowej organizacji członkowskich i upowszechniania dobrych praktyk. Członkostwo w AGE Platform jest otwarte dla organizacji non-profit – europejskich, krajowych i regionalnych, zarówno dla organizacji osób starszych, jak i organizacji działających na rzecz osób starszych.